# صموئيل د. هنتر
صموئيل د. هنتر (بالإنجليزية: Samuel D. Hunter)‏ هو كاتب مسرحي أمريكي، ولد في 1981 في موسكو في الولايات المتحدة.

## وصلات خارجية
- صموئيل هنتر على موقع IMDb (الإنجليزية)
- صموئيل هنتر على موقع قاعدة بيانات برودواي على الإنترنت (الإنجليزية)